# Надако
Надако (на английски: Nadaco) е северноамериканско индианско племе, част от дивизията Хасинаи на Конфедерацията Кадо. Основното село на надако (анадарко, анадака, андуико, нандакао, надакоко, надан, надарго) се намира на няколко мили източно от река Анджелина, северно от селото на наконо. Хърбърд Юджийн Болтън смята, че „набири“ може да е ранно име на надако, но това не може да се докаже.
Испанците ги срещат през 1544 г. През 1716 г. испански монаси основават мисията Сан Хосе, за да обслужва племената надако и наконо. В края на 18 век, след като броят им намалява значително поради заболявания и войни, някои от тях се изместват на северозапад. През 1812 г. 200 от тях живеят на река Сабин, в областта на Панола. След Тексаската революция мигрират на запад, където по различно време издигат селото си по река Бразос и между Бразос и река Тринити, северозападно от днешния Уако. През 1854 г. са преместени в резерват на река Бразос, откъдето през 1859 г., заедно с други кадоански групи се местят в Оклахома.